# Futoshi Ikeda
Futoshi Ikeda (født 4. oktober 1970) er en tidligere japansk fodboldspiller og nuværende landstræner for Japans kvindefodboldlandshold.
Han har spillet for flere forskellige klubber i sin karriere, herunder Urawa Reds.